# Mr. Mercedes (Fernsehserie)
Mr. Mercedes ist eine US-amerikanische Thrillerserie von David E. Kelley, die auf Stephen Kings Roman-Trilogie um den pensionierten Polizisten Bill Hodges basiert. Sie wurde ab dem 9. August 2017 beim Sender Audience erstmals ausgestrahlt. In den Hauptrollen sind Brendan Gleeson und Harry Treadaway zu sehen.
In Deutschland startete die Serie am 15. Juli 2018 auf StarzPlay.

## Handlung

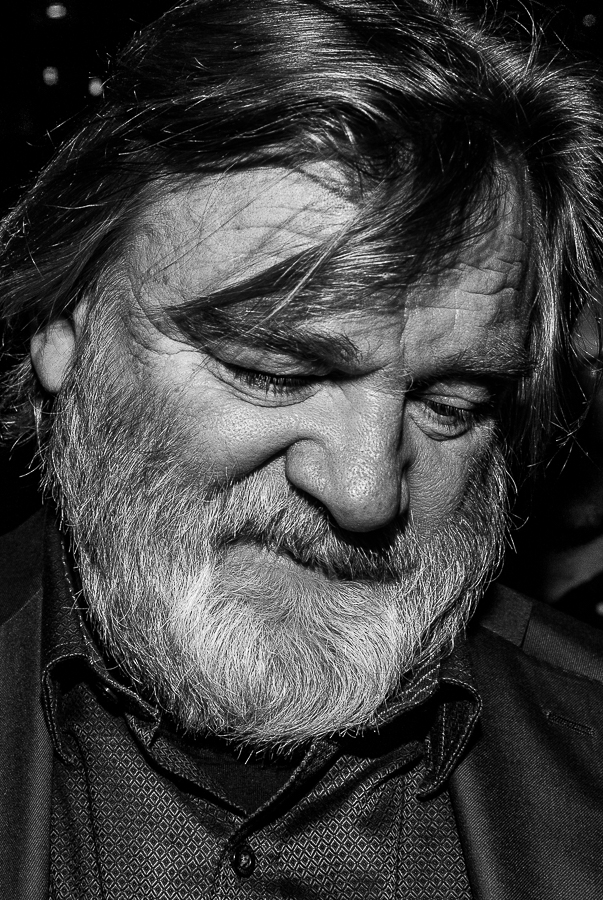
Brendan Gleeson spielt Bill Hodges

Brady, ein psychopathischer Mörder, steuert einen gestohlenen S-Klasse-Mercedes in eine Warteschlange vor einer Jobbörse in Ohio. Detective Hodges, der den Fall nicht lösen konnte, versucht zwei Jahre später als pensionierter, frustrierter Säufer, ihn zur Strecke zu bringen. Brady will den Ex-Kommissar in den Tod treiben, Hodges dreht den Spieß jedoch um und jagt mit großer Wucht Brady, dessen krimineller Wahnsinn dadurch noch mehr Fahrt aufnimmt. Der Polizist kann Brady in letzter Sekunde stoppen, bevor er sich beim Konzert eines Schulchores während der Eröffnung eines Kunst-Centers in die Luft sprengen will.

## Produktion
Der Drehbuchautor und Produzent David E. Kelley (bekannt von Practice – Die Anwälte, Ally McBeal und Boston Legal) adaptierte den gleichnamigen Roman von Stephen King aus dem Jahr 2014. Der Roman ist der erste der Bill-Hodges-Trilogie. Es folgten die Romane Finderlohn (2015) und Mind Control (2016). Kelley fungiert als Showrunner der Serie, bei der Jack Bender (bekannt von Lost) bei den meisten der Episoden Regie führte und – wie Kelley – als Executive Producer gelistet ist.
Im Mai 2016 gab der US-Sender Audience, der zu AT&T Inc. gehört, dem Projekt grünes Licht für eine zehnteilige erste Staffel. Nachdem Anton Yelchin, der für die Rolle des Brady Hartsfield vorgesehen war, im Juni 2016 starb, wurde seine Rolle mit Harry Treadaway neubesetzt.
Die Dreharbeiten fanden Anfang 2017 in Charleston im US-Bundesstaat South Carolina statt. Der US-Sender Audience strahlte die erste Staffel ab dem 9. August 2017 erstmals aus. Eine zweite Staffel war seit dem 22. August 2018 zu sehen. Zu dieser wurde im Juli 2018 ein Featurette vorgestellt. Die 3. Staffel wurde ab dem 10. September 2019 gezeigt.

## Besetzung und Synchronisation
Die deutschsprachige Synchronisation entstand bei der Interopa Film GmbH in Berlin nach Dialogbüchern von Änne Troester, Susanne Boetius, Karl Waldschütz, Rebekka Balogh und Theo Plakoudakis unter der Dialogregie von Klaus Hüttmann.
| Figur                    | Darsteller            | Deutscher Sprecher |
| ------------------------ | --------------------- | ------------------ |
| Detective Bill Hodges    | Brendan Gleeson       | Jürgen Kluckert    |
| Brady Hartsfield         | Harry Treadaway       | Tobias Müller      |
| Holly Gibney             | Justine Lupe          | Patrizia Carlucci  |
| Janey Patterson          | Mary-Louise Parker    | Ranja Bonalana     |
| Jerome Robinson          | Jharrel Jerome        | Sebastian Kluckert |
| Detective Peter Dixon    | Scott Lawrence        | Oliver Siebeck     |
| Deborah Hartsfield       | Kelly Lynch           | Katrin Zimmermann  |
| Olivia Trelawney         | Ann Cusack            | Silvia Mißbach     |
| Anthony „Robi“ Frobisher | Robert Stanton        | Rainer Fritzsche   |
| Ida Silver               | Holland Taylor        | Kornelia Boje      |
| Lou Linklatter           | Breeda Wool           | Mareile Moeller    |
| Donna Hodges             | Nancy Travis          | Arianne Borbach    |
| Allie Hodges             | Maddie Hasson         | Maria Hönig        |
| Elizabeth Wharton        | Katharine Houghton    | Ulrike Johannson   |
| Dr. Felix Babineau       | Jack Huston           | Dennis Schmidt-Foß |
| Cora Babineau            | Tessa Ferrer          | Bianca Krahl       |
| Antonio Montez           | Maximiliano Hernández | Jaron Löwenberg    |
| John Rothstein           | Bruce Dern            |                    |
| Roland Finklestein       | Brett Gelman          |                    |
| Morris Bellamy           | Gabriel Ebert         |                    |
| Alma Lane                | Kate Mulgrew          | Gertie Honeck      |
| Sarah Pace               | Natalie Paul          |                    |
| Danielle Sweeney         | Meg Steedle           | Damineh Hojat      |
| Peter Saubers            | Rarmian Newton        |                    |

## Episodenliste

### Staffel 1
| Nr. (ges.) | Nr. (St.) | Deutscher Titel               | Originaltitel                        | Erstausstrahlung USA | Deutschsprachige Erstveröffentlichung (D/A/CH) | Regie       | Drehbuch        |
| ---------- | --------- | ----------------------------- | ------------------------------------ | -------------------- | ---------------------------------------------- | ----------- | --------------- |
| 1          | 1         | Pilot                         | Pilot                                | 9. Aug. 2017         | 15. Juli 2018                                  | Jack Bender | David E. Kelley |
| 2          | 2         | Das Spiel beginnt             | On Your Mark                         | 16. Aug. 2017        | 15. Juli 2018                                  | Jack Bender | David E. Kelley |
| 3          | 3         | Wolkig mit Aussicht auf Chaos | Cloudy, With a Chance of Mayhem      | 23. Aug. 2017        | 15. Juli 2018                                  | John Coles  | A. M. Homes     |
| 4          | 4         | Wenn Götter fallen            | Gods Who Fall                        | 30. Aug. 2017        | 15. Juli 2018                                  | Jack Bender | Dennis Lehane   |
| 5          | 5         | Stunde der Selbstmörder       | The Suicide Hour                     | 6. Sep. 2017         | 15. Juli 2018                                  | Jack Bender | Bryan Goluboff  |
| 6          | 6         | Menschen im Regen             | People in the Rain                   | 13. Sep. 2017        | 15. Juli 2018                                  | Jack Bender | Dennis Lehane   |
| 7          | 7         | Leben und Sterben             | Willow Lake                          | 20. Sep. 2017        | 15. Juli 2018                                  | Jack Bender | Dennis Lehane   |
| 8          | 8         | Das kleine Licht              | From the Ashes                       | 27. Sep. 2017        | 15. Juli 2018                                  | Laura Innes | Bryan Goluboff  |
| 9          | 9         | Das Meisterwerk               | Ice Cream, You Scream, We All Scream | 4. Okt. 2017         | 15. Juli 2018                                  | Kevin Hooks | Bryan Goluboff  |
| 10         | 10        | Abgerechnet wird zum Schluss  | Jibber-Jibber Chicken Dinner         | 11. Okt. 2017        | 15. Juli 2018                                  | Jack Bender | Dennis Lehane   |

### Staffel 2
| Nr. (ges.) | Nr. (St.) | Deutscher Titel          | Originaltitel                    | Erstausstrahlung USA | Deutschsprachige Erstveröffentlichung (D/A/CH) | Regie        | Drehbuch                                          |
| ---------- | --------- | ------------------------ | -------------------------------- | -------------------- | ---------------------------------------------- | ------------ | ------------------------------------------------- |
| 11         | 1         | Der stille Patient       | Missed You                       | 22. Aug. 2018        | 23. Aug. 2018                                  | Jack Bender  | Dennis Lehane                                     |
| 12         | 2         | Das Opfer                | Let’s Go Roaming                 | 29. Aug. 2018        | 30. Aug. 2018                                  | Jack Bender  | David E. Kelley                                   |
| 13         | 3         | Tödliche Gedanken        | You Can Go Home Now              | 5. Sep. 2018         | 6. Sep. 2018                                   | Jack Bender  | Mike Batistick                                    |
| 14         | 4         | Das Computerspiel        | Motherboard                      | 12. Sep. 2018        | 13. Sep. 2018                                  | Jack Bender  | Samantha Stratton                                 |
| 15         | 5         | Der Anschlag             | Andale                           | 19. Sep. 2018        | 20. Sep. 2018                                  | Peter Weller | Alexis Deane & Sophie Owens-Bender                |
| 16         | 6         | Das Medikament           | Proximity                        | 26. Sep. 2018        | 27. Sep. 2018                                  | Laura Innes  | Bryan Goluboff & Alexis Deane                     |
| 17         | 7         | Der Mörder in mir        | Fell On Black Days               | 3. Okt. 2018         | 4. Okt. 2018                                   | Jack Bender  | Samantha Stratton, Mike Batistick & Dennis Lehane |
| 18         | 8         | Holly’s Plan             | Nobody Puts Brady in a Crestmore | 10. Okt. 2018        | 11. Okt. 2018                                  | Jack Bender  | Samantha Stratton, Mike Batistick & Dennis Lehane |
| 19         | 9         | Die Auferstehung         | Walk Like a Man                  | 17. Okt. 2018        | 18. Okt. 2018                                  | Jack Bender  | Dennis Lehane & David E. Kelley                   |
| 20         | 10        | Entscheidung vor Gericht | Fade to Blue                     | 24. Okt. 2018        | 25. Okt. 2018                                  | Jack Bender  | David E. Kelley & Jonathan Shapiro                |

### Staffel 3
| Nr. (ges.) | Nr. (St.) | Deutscher Titel              | Originaltitel            | Erstausstrahlung USA | Deutschsprachige Erstveröffentlichung (D/A/CH) | Regie            | Drehbuch                           |
| ---------- | --------- | ---------------------------- | ------------------------ | -------------------- | ---------------------------------------------- | ---------------- | ---------------------------------- |
| 21         | 1         | Leidenschaft                 | No Good Deed             | 10. Sep. 2019        | 19. Sep. 2019                                  | Jack Bender      | David E. Kelley                    |
| 22         | 2         | Der Dritte Mann              | Madness                  | 17. Sep. 2019        | 26. Sep. 2019                                  | Jack Bender      | David E. Kelley & Jonathan Shapiro |
| 23         | 3         | Verlorene Liebe              | Love Lost                | 24. Sep. 2019        | 3. Okt. 2019                                   | Jack Bender      | David E. Kelley & Jonathan Shapiro |
| 24         | 4         | Holly Holy                   | Trial and Terror         | 1. Okt. 2019         | 10. Okt. 2019                                  | Jack Bender      | David E. Kelley & Jonathan Shapiro |
| 25         | 5         | Wer hat den Teufel erfunden? | Great Balls of Fire      | 8. Okt. 2019         | 17. Okt. 2019                                  | Laura Innes      | David E. Kelley & Jonathan Shapiro |
| 26         | 6         | Albträume                    | Bad to Worse             | 15. Okt. 2019        | 24. Okt. 2019                                  | Jack Bender      | David E. Kelley & Jonathan Shapiro |
| 27         | 7         | Schöne Neue Welt             | The End of the Beginning | 22. Okt. 2019        | 31. Okt. 2019                                  | Jack Bender      | David E. Kelley & Jonathan Shapiro |
| 28         | 8         | Mommy, lebwohl               | Mommy Deadest            | 29. Okt. 2019        | 7. Nov. 2019                                   | Michael J. Leone | David E. Kelley & Jonathan Shapiro |
| 29         | 9         | Das Trommeln des Herzens     | Crunch Time              | 5. Nov. 2019         | 14. Nov. 2019                                  | Jack Bender      | David E. Kelley & Jonathan Shapiro |
| 30         | 10        | Der Mann im Feuer            | Burning Man              | 12. Nov. 2019        | 21. Nov. 2019                                  | Jack Bender      | David E. Kelley & Jonathan Shapiro |

## Auszeichnungen
Saturn-Award-Verleihung 2018
- Nominierung als Best Action/Thriller Television Series[11]

The Irish Film & Television Academy Awards 2018
- Nominierung als Bester Hauptdarsteller – Drama (Brendan Gleeson)[12]

## Veröffentlichung auf DVD
Im deutschsprachigen Raum ist die erste Staffel, veröffentlicht durch Sony Pictures Home Entertainment, am 8. November 2018 erschienen.